# Alectra lurida
Alectra lurida är en snyltrotsväxtart som beskrevs av William Henry Harvey. Alectra lurida ingår i släktet Alectra och familjen snyltrotsväxter. Inga underarter finns listade i Catalogue of Life.